# هال مور

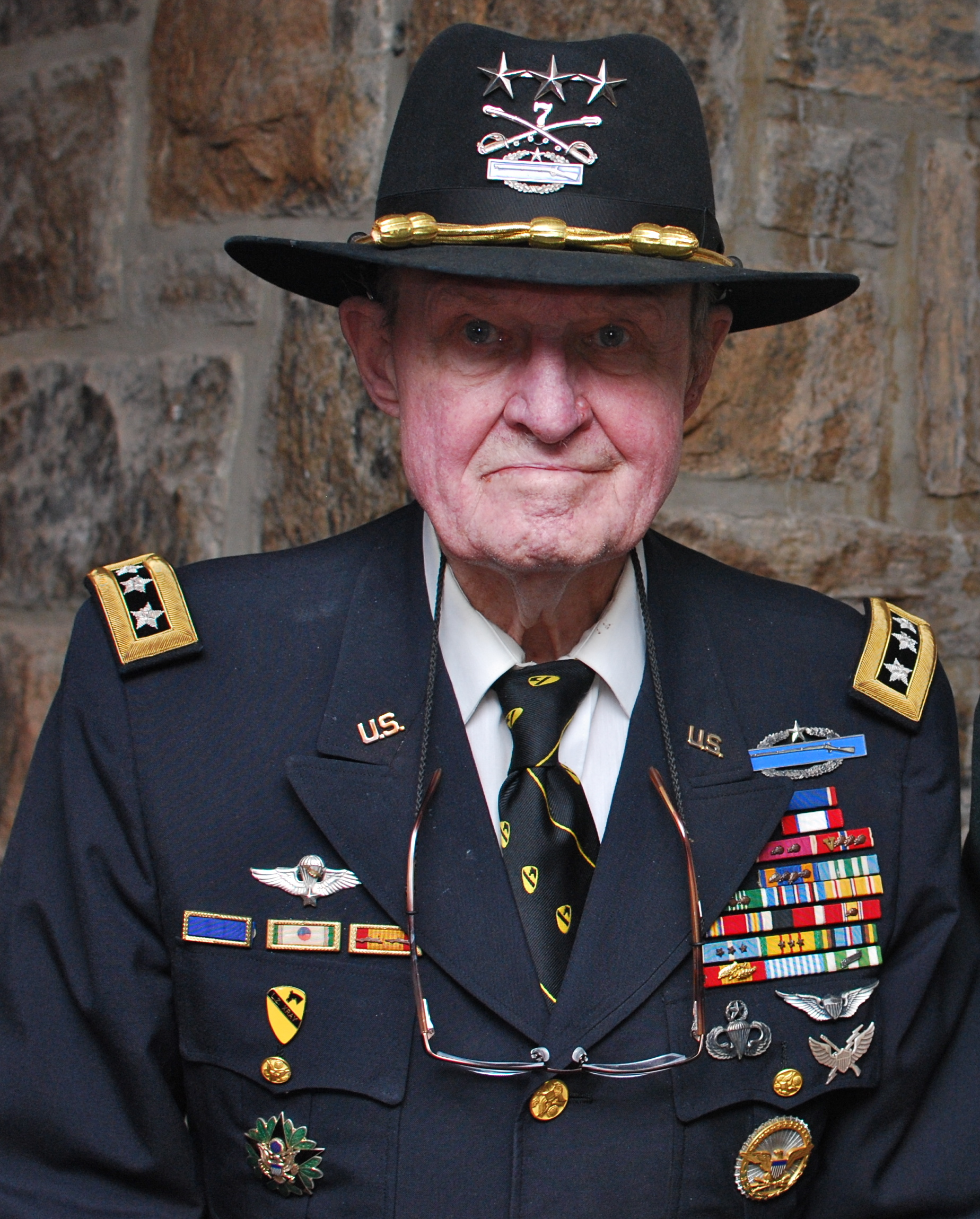
هال مور عام 2010

هال مور (بالإنجليزية: Hal Moore)‏ ، من مواليد 13 فبراير 1922م ، وهو عسكري أمريكي شارك في حرب الكورية وحرب فيتنام.

## وصلات خارجية
- هال مور على موقع IMDb (الإنجليزية)
- هال مور على موقع قاعدة بيانات الفيلم (الإنجليزية)

- Joe Galloway and Hal Moore discuss We Are Soldiers Still at the Pritzker Military Museum & Library